# اچ‌ام‌اس سی۱۳
اچ‌ام‌اس سی۱۳ (به انگلیسی: HMS C13) یک زیردریایی بود که طول آن ۱۴۳ فوت ۲ اینچ (۴۳٫۶۴ متر) بود. این زیردریایی در سال ۱۹۰۷ ساخته شد.